# Pengumbulanadi
Pengumbulanadi is een bestuurslaag in het regentschap Lamongan van de provincie Oost-Java, Indonesië. Pengumbulanadi telt 2460 inwoners (volkstelling 2010).